# Tichla
Tichla é uma comuna marroquina criada em 1979, localizada no território disputado do Saara Ocidental. Administrativamente pertence a região Marroquina de Dakhla-Oued Ed Dahab, provincia de Aousserd e circulo de Aousserd. Tem uma área de 13.127 km² e em 2014 tinha 5.743 habitantes. Parte do território da comuna encontra-se sobre o controlo da Frente Polisário. O seu relevo é predominantemente montanhoso e o seu clima árido e desértico.
Nota: A comuna está localizada no Saara Ocidental, um território onde a legitimidade da administração marroquina não é reconhecida por muitos países nem pela Organização das Nações Unidas.

## História
Durante o período Espanhol, o território da comuna estava localizado na colônia do Rio do Oro. Em 1936 foi construído pelos Espanhóis uma fortaleza em Tichla. Após o acordo de Madrid de 1975, o território da comuna foi ocupado pela Mauritânia entre 1975 e 1979. Administrativamente pertencia a região de Tiris al-Gharbiyya. Em 1979 a Mauritânia abandonou as reivindicações sobre o Saara Ocidental, sendo o território ocupado por Marrocos e pela Frente Polisário.

## Demografia
Segundo os censos, a população da comuna era a seguinte:
| Comuna de | Censos de | Censos de | Censos de | Censos de |
| Comuna de | 2014      | 2004      | 1994      | 1974      |
| --------- | --------- | --------- | --------- | --------- |
| Tichla    | 5 743     | 6 036     | 290       | 1 228     |

### Censo de 1974
O Censo de 1974 foi o ultimo censo realizado pelas autoridades Espanholas, antes da ocupação por Marrocos e Mauritânia do Saara Ocidental. Após o acordo se cessar-fogo entre Marrocos e a Frente Polisário, ficou definido que seria realizado um referendo no território.  As Nações Unidas através da MINURSO ficou encarregada da realização do referendo, tendo como base o recenseamento de 1974.
Segundo este recenseamento, em 1974 a comuna tinha 1.228 habitantes, dividida entre a população sedentária (944 habitantes) e nômada (284 habitantes). A nível tribal a população estava dividida entre Chorfas y T.Sur (510 habitantes), Ulad Delim (200 habitantes), Arosien (104 habitantes) e restantes tribos.